# Нова Вес (Чешки Крумлов)
Нова Вес (чеш. Nová Ves) је насељено мјесто са административним статусом сеоске општине (чеш. obec) у округу Чешки Крумлов, у Јужночешком крају, Чешка Република.

## Становништво
Према подацима о броју становника из 2014. године насеље је имало 413 становника.